# Géza Alföldy

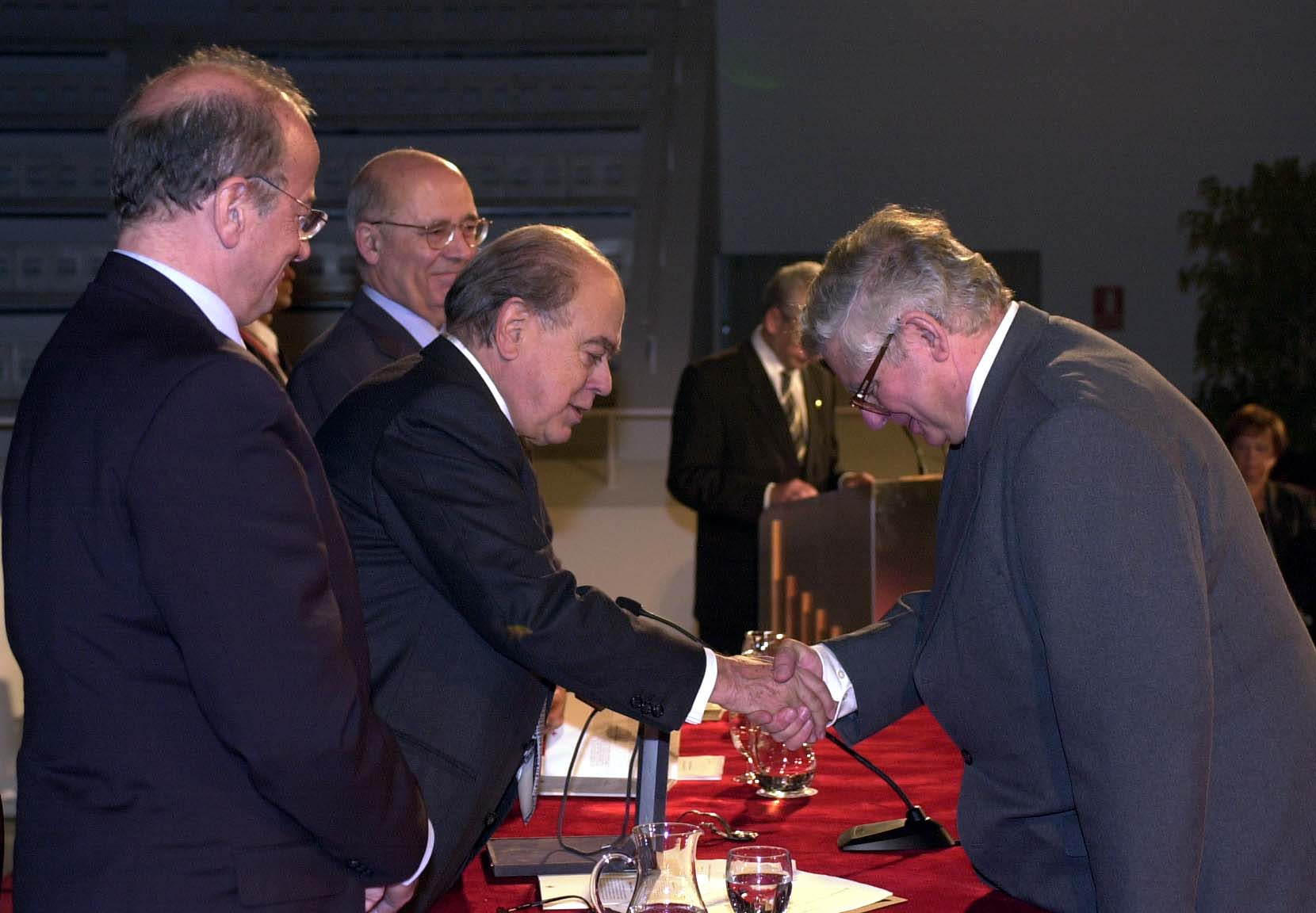
Géza Alföldy (rechts) erhält das Creu de Sant Jordi, Fotografie aus dem Jahr 2001

Géza Alföldy (* 7. Juni 1935 in Budapest; † 6. November 2011 in Athen) war ein ungarisch-deutscher Althistoriker.

## Leben
Von 1953 bis 1958 studierte Géza Alföldy an der Universität Budapest, wo er den Ungarnaufstand hautnah miterlebte. 1957 bis 1960 war Alföldy Mitarbeiter am Stadtmuseum Budapest. Während dieser Zeit erfolgte 1959 die Promotion. Von 1960 bis 1965 war er Assistent am Institut für Alte Geschichte an der Universität Budapest. Im Jahr 1965 emigrierte er in die Bundesrepublik Deutschland und war zunächst von 1965 bis 1968 als Mitarbeiter am Rheinischen Landesmuseum Bonn tätig. Während dieser Zeit habilitierte sich Alföldy 1966 an der Universität Bonn, wo er auch von 1968 bis 1970 Hochschuldozent war und schließlich eine außerplanmäßige Professur antrat. Noch im selben Jahr wurde er ordentlicher Professor für Alte Geschichte an der Universität Bochum. Von 1975 bis zu seiner Emeritierung 2002 war Alföldy Professor für Alte Geschichte an der Universität Heidelberg. Bedeutende akademische Schüler waren unter anderem Johannes Hahn, Jens-Uwe Krause, Karl Strobel, Werner Rieß, Helmut Halfmann, Stefan Link und Anne Kolb.
Noch nach der Neubesetzung des Lehrstuhles 2004 lehrte er bis 2005 in Selbstvertretung weiter; sein Nachfolger wurde Christian Witschel. Auch in der Folgezeit blieb Alföldy wissenschaftlich aktiv, wenn auch von etwa 2006 bis 2009 unterbrochen durch eine längere Krankheit. Am 6. November 2011 erlag Alföldy bei einem Besuch auf der Akropolis von Athen einem Herzinfarkt, nur wenige Wochen nach dem Erscheinen der überarbeiteten und ergänzten Neuauflage seiner Römischen Sozialgeschichte. Er war unterwegs nach Korfu, wo ihm am 9. November 2011 der Ehrendoktortitel der dortigen Universität hätte verliehen werden sollen.
1991 wurde er zum Mitglied der Academia Europaea gewählt.

## Werk
Forschungsschwerpunkte Alföldys waren die Geschichte des römischen Reichs, lateinische Epigraphik, römische Sozial-, Heeres- und Verwaltungsgeschichte, die Geschichte der römischen Provinzen, die Historiographie der Kaiserzeit und der Spätantike sowie die Römische Prosopographie. In den 1990er Jahren beschäftigte Alföldy sich auch mit der modernen Geschichte seines Heimatlandes Ungarn. Alföldys Arbeit war vom methodischen Postulat einer interdisziplinären Herangehensweise geprägt: Epigraphische Zeugnisse dürfen demnach nicht als isolierte Texte, sondern müssen im Kontext des archäologischen Befunds betrachtet, vor dem Hintergrund sozial-, verwaltungs-, wirtschafts-, rechts-, heeres- und herrschaftsgeschichtlicher Rahmenbedingungen interpretiert und im Hinblick auf eine historische Fragestellung zum Sprechen gebracht werden. Entsprechend weitgespannt sollten folglich die Methodenkompetenz und der Wissenshorizont eines mit epigraphischen Quellen arbeitenden Historikers sein, worauf Alföldy auch in der Lehre großen Wert legte.
Im Rahmen seiner epigraphischen Studien bereiste Géza Alföldy diverse Länder (Ägypten, Albanien, Algerien, Frankreich, Großbritannien, Griechenland, Italien, Jordanien, Jugoslawien, Libyen, Österreich, Portugal, Spanien, Syrien, Türkei, Tunesien, Ungarn und Zypern), um dort Inschriften im Original zu erforschen und seinen Schülern die Begegnung mit den Original-Monumenten vor Ort zu ermöglichen. Dass ein Geisteswissenschaftler vielsprachig zu sein habe, war für ihn selbstverständlich. 2003 fungierte er als historischer Berater für den zweiteiligen Historienfilm Augustus – Mein Vater der Kaiser mit Peter O’Toole in der Titelrolle.
Durch die zahlreichen Reisen und Einladungen von Gelehrten nach Heidelberg sowie durch die enge Kooperation in der Forschungstätigkeit baute Alföldy im Laufe der Jahre ein sehr dichtes Netz von Beziehungen zu Fachkollegen im In- und Ausland auf, das ihm in Verbindung mit seiner umfangreichen Publikationstätigkeit einen hohen internationalen Bekanntheitsgrad verschaffte, der sich in einer Fülle entsprechender Aktivitäten niederschlug. So war Alföldy unter anderem Gastprofessor am Institute for Advanced Study in Princeton (1972/73), in Rom 1986 und 2003, 1991 in Paris und Pécs (dort auch noch 1993), in Posen 1992, Budapest 1993 sowie in Barcelona 1997 und 1998. Des Weiteren hielt er regelmäßig wissenschaftliche Vorträge im In- und Ausland und betreute eine große Anzahl von Nachwuchswissenschaftlern während ihrer Promotion oder Habilitation (mehr als ein Dutzend allein seit 1992).
Alföldy trat auch als Mitherausgeber zahlreicher internationaler Fachzeitschriften und Schriftenreihen hervor; besonders mit seinem Namen verknüpft sind die Heidelberger Althistorischen Beiträge und Epigraphischen Studien (HABES), die er allein seit 1986 herausgab; die international renommierte Reihe, die inzwischen von Christian Witschel und Angelos Chaniotis fortgeführt wird, zählt mittlerweile über 60 Titel. Alföldy war korrespondierendes Mitglied oder Ehrenmitglied zahlreicher wissenschaftlicher Gesellschaften und Akademien und seit 1978 ordentliches Mitglied der Heidelberger Akademie der Wissenschaften. In der Wissenschaftsorganisation tätig war er außer an der Heidelberger Akademie auch an vielen anderen deutschen Forschungsinstitutionen, etwa der Deutschen Forschungsgemeinschaft und dem Deutschen Archäologischen Institut, außerdem an italienischen, französischen und spanischen Einrichtungen zur Erforschung des klassischen Altertums. Insbesondere war er Projektleiter (1992–2007), vielfacher Herausgeber und Autor des Corpus Inscriptionum Latinarum (CIL) der Berlin-Brandenburgischen Akademie der Wissenschaften. Mit den Mitteln des Gottfried Wilhelm Leibniz-Preises, den er als erster von wenigen Geisteswissenschaftlern 1986 erhielt, finanzierte er neben der Erarbeitung mehrerer CIL-Bände insbesondere den Aufbau der Epigraphischen Datenbank Heidelberg, die er von 1986 bis 2006 leitete.

## Auszeichnungen

### Ehrendoktorate
- 1988: Autonome Universität Barcelona
- 1992: Universität Pécs
- 1992: Eötvös-Loránd-Universität, Budapest, Doctor et professor honoris causa
- 1996: Universität Lyon III
- 2002: Universität Bologna
- 2004: Babeș-Bolyai-Universität Cluj
- 2005: Universität Debrecen
- 2011: Universität Wien
- 2011: Ionische Universität, Korfu

### Weitere Auszeichnungen
- 1965: Ungarische Archäologische und Kunsthistorische Gesellschaft, Bálint-Kuzsinszky-Medaille (die damals beschlossene Verleihung, die wegen der Emigration aus Ungarn nicht mehr stattfinden konnte, wurde 1992 vollzogen)
- 1986: Gottfried Wilhelm Leibniz-Preis der Deutschen Forschungsgemeinschaft
- 1988: Medaille der Universitat Central de Barcelona, Facultat de Filosofia i Lletres de Tarragona
- 1992: Max-Planck-Forschungspreis, gemeinsam mit Silvio Panciera (Universität La Sapienza)
- 1997: Institut d’Estudis Catalans (Barcelona), “Premi Internacional Catalònia de 1997”
- 1997: Centro Segoviano, Premios “Tierra de Segovia: sus hijos y sus obras”: “Premio Andrés Laguna”
- 1997: Gedenkplakette der Stadt Rom
- 1997: Gedenkplakette des Präsidenten der Republik Ungarn “Nagy Imre” für “herausragende Arbeit in der Pflege des Geistes der Revolution von 1956”
- 1998: Medaille der Universidade A Coruña – Ferrol
- 2000: Medaille der Universität La Rioja
- 2000: Medaille der Universität Valladolid
- 2001: Creu de Sant Jordi der Regierung Kataloniens
- 2002: Verdienstkreuz 1. Klasse des Verdienstordens der Bundesrepublik Deutschland
- 2006: Universitätsmedaille der Heidelberger Universität (für seinen Einsatz für die internationalen Beziehungen)

## Schriften
Ein vollständiges Schriftenverzeichnis findet sich auf der Website der Universität Heidelberg. Im Druck ist ein Schriftenverzeichnis bis einschließlich August 2004 in der Fachzeitschrift AETAS – Történettudományi folyóirat erschienen.
Monographien
- Bevölkerung und Gesellschaft der römischen Provinz Dalmatien. Akadémiai Kiadó, Budapest 1965.
- Die Legionslegaten der römischen Rheinarmeen (= Epigraphische Studien. Band 3, ISSN 0071-0989 = Beihefte der Bonner Jahrbücher. Band 22). Böhlau, Köln u. a. 1967.
- Die Hilfstruppen der römischen Provinz Germania inferior (= Epigraphische Studien. Band 6). Rheinland-Verlag, Düsseldorf 1968.
- Fasti Hispanienses. Senatorische Reichsbeamte und Offiziere in den spanischen Provinzen des römischen Reiches von Augustus bis Diokletian. Steiner, Wiesbaden 1969.
- Die Personennamen in der römischen Provinz Dalmatia (= Beiträge zur Namenforschung. Beiheft. NF 4, ISSN 0522-6945). Winter, Heidelberg 1969.
- Flamines provinciae Hispaniae Citerioris (= Anejos de Archivo Español de Arqueología. Band 6). Consejo Superior de Investigaciones Cientificas, Madrid 1973, ISBN 84-00-03876-2.
- Noricum. Routledge & Kegan Paul, London/Boston 1974, ISBN 0-7100-7372-0.
- Römische Sozialgeschichte (= Wissenschaftliche Paperbacks Sozial- und Wirtschaftsgeschichte. Band 8). Steiner, Wiesbaden 1975, ISBN 3-515-02045-4 (4., völlig überarbeitete und aktualisierte Auflage. Steiner, Stuttgart 2011, ISBN 978-3-515-09841-0).
- Los Baebii de Saguntum (= Servicio de Investigación Prehistórica, Diputación Provincial de Valencia. Serie de Trabajos Varios. Band 56). Servicio de Investigación Prehistorica – Diputación Provincial de Valencia, Valencia 1977, ISBN 84-500-2286-X.
- Konsulat und Senatorenstand unter den Antoninen. Prosopographische Untersuchungen zur senatorischen Führungsschicht (= Antiquitas. Reihe 1: Abhandlungen zur alten Geschichte. Band 27). Habelt, Bonn 1977, ISBN 3-7749-1334-X.
- Die Rolle des Einzelnen in der Gesellschaft des Römischen Kaiserreiches. Erwartungen und Wertmaßstäbe (= Sitzungsberichte der Heidelberger Akademie der Wissenschaften. Philosophisch-Historische Klasse. Jg. 1980, Band 8). Winter, Heidelberg 1980, ISBN 3-533-02907-7.
- Sir Ronald Syme, „Die römische Revolution“ und die deutsche Althistorie (= Sitzungsberichte der Heidelberger Akademie der Wissenschaften. Philosophisch-Historische Klasse. Jg. 1983, 1). Winter, Heidelberg 1983, ISBN 3-533-03307-4.
- Römische Statuen in Venetia et Histria. Epigraphische Quellen (= Abhandlungen der Heidelberger Akademie der Wissenschaften. Philosophisch-Historische Klasse. Jg. 1984, Abh. 3). Winter, Heidelberg 1984, ISBN 3-533-03545-X.
- Römisches Städtewesen auf der neukastilischen Hochebene. Ein Testfall für die Romanisierung (= Abhandlungen der Heidelberger Akademie der Wissenschaften. Philosophisch-Historische Klasse. Jg. 1987, Abh. 3). Winter, Heidelberg 1987, ISBN 3-533-03936-6.
- Antike Sklaverei. Widersprüche, Sonderformen, Grundstrukturen (= Thyssen-Vorträge Auseinandersetzungen mit der Antike. Band 7). Buchner, Bamberg 1988, ISBN 3-7661-5457-5.
- Der Obelisk auf dem Petersplatz in Rom. Ein historisches Monument der Antike (= Sitzungsberichte der Heidelberger Akademie der Wissenschaften. Philosophisch-Historische Klasse. Jg. 1990, Band 2). Universitätsverlag Carl Winter, Heidelberg 1990, ISBN 3-533-04283-9.
- Tarragona (= Forum. Band 1). Museu Nacional Arqueològic, Tarragona 1991 (überarbeitete Fassung von Alföldys Artikel Tarraco. In: Paulys Realencyclopädie der classischen Altertumswissenschaft. Supplementband XV, Stuttgart 1978, Sp. 570–644).
- Die Bauinschriften des Aquäduktes von Segovia und des Amphitheaters von Tarraco (= Madrider Forschungen. Band 19). De Gruyter, Berlin 1997, ISBN 3-11-014418-2.
- Ungarn 1956. Aufstand, Revolution, Freiheitskampf (= Schriften der Philosophisch-Historischen Klasse der Heidelberger Akademie der Wissenschaften. Band 2). Winter, Heidelberg 1997, ISBN 3-8253-0553-8.
- Das Imperium Romanum – ein Vorbild für das vereinte Europa? (= Jacob-Burckhardt-Gespräche auf Castelen. Band 9). Schwabe, Basel 1999, ISBN 3-7965-1362-X.
- Provincia Hispania superior (= Schriften der Philosophisch-Historischen Klasse der Heidelberger Akademie der Wissenschaften. Band 19). Winter, Heidelberg 2000, ISBN 3-8253-1009-4.

Inschrifteneditionen
- Die römischen Inschriften von Tarraco (= Madrider Forschungen. Band 10). de Gruyter, Berlin 1975, ISBN 3-11-004403-X.
- mit Manfred Clauss, Marc Mayer Olivé: Corpus Inscriptionum Latinarum: Inscriptiones Hispaniae Latinae. Editio altera (= CIL II²). Pars XIV: Conventus Tarraconensis. Fasc. I: Pars meridionalis conventus Tarraconensis. Unter Mitarbeit von Josep Corell Vicent, Francisco Beltrán Lloris, Georges Fabre, Francisco Marco Simón, Isabel Rodà de Llanza. De Gruyter, Berlin/Boston 1995, ISBN 3-11-014304-6.
- Corpus Inscriptionum Latinarum: Inscriptiones urbis Romae Latinae (= CIL VI). Pars VIII, Fasc. II: Titulos imperatorum domusque eorum thesauro schedarum imaginumque ampliato. Unter Mitarbeit von Anne Kolb, Thomas Kruse, Veit Rosenberger, Andrea Scheithauer, Gabriele Wesch-Klein sowie Ivan di Stefano Manzella, Martin Spannagel, Jens-Uwe Krause. De Gruyter, Berlin/New York 1996, ISBN 3-11-015194-4.
- Corpus Inscriptionum Latinarum: Inscriptiones urbis Romae Latinae (= CIL VI). Pars VIII, Fasc. III: Titulos magistratuum populi Romani ordinum senatorii equestrisque thesauro schedarum imaginumque ampliato. Unter Mitarbeit von Maria Letizia Caldelli, Laura Chioffi, Fritz Mitthof, Heike Niquet, Silvia Orlandi, Cecilia Ricci, Andrea Scheithauer, Manfred G. Schmidt, Gabriele Wesch-Klein, Christian Witschel sowie Claudia Kramer, Jens-Uwe Krause, P. Kruschwitz. De Gruyter, Berlin/New York 2000, ISBN 3-11-016090-0.
- mit Juan Manuel Abascal und Rosario Cebrián: Segóbriga V. Inscripciones romanas (1986–2010) (= Bibliotheca archaeologica hispana. Band 38). Real Academia de la Historia, Madrid 2011, ISBN 978-84-15069-32-4.
- Corpus Inscriptionum Latinarum: Inscriptiones Hispaniae Latinae. Editio altera (= CIL II²). Pars XIV: Conventus Tarraconensis. Fasc. II: Colonia Iulia urbs triumphalis Tarraco. De Gruyter, Berlin/Boston 2011, ISBN 978-3-11-026403-6.
- Corpus Inscriptionum Latinarum: Inscriptiones Hispaniae Latinae. Editio altera (= CIL II²). Pars XIV: Conventus Tarraconensis. Fasc. III: Colonia Iulia urbs triumphalis Tarraco. De Gruyter, Berlin/Boston 2012, ISBN 978-3-11-026597-2.
- mit Heike Niquet: Corpus Inscriptionum Latinarum: Inscriptiones Hispaniae Latinae. Editio altera (= CIL II²). Pars XIV: Conventus Tarraconensis. Fasc. IV: Colonia Iulia urbs triumphalis Tarraco. Mit Ergänzungen zum ersten Faszikel von Juan Manuel Abascal Palazón und Indices zu den vier Bänden des Pars XIV von Géza Alföldy und Andreas Faßbender. De Gruyter, Berlin/Boston 2016, ISBN 978-3-11-030942-3.
- mit Juan Manuel Abascal: Corpus Inscriptionum Latinarum: Inscriptiones Hispaniae Latinae. Editio altera (= CIL II²). Pars XIII: Conventus Carthaginiensis. Fasc. I: Pars septentrionalis conventus Carthaginiensis (Titulcia, Toletum, Consabura, Segobriga). Unter Mitarbeit von Camilla Campedelli, Robert C. Knapp, Rudolf Haensch, Matthäus Heil, Javier del Hoyo, Marc Mayer Olivé, Fritz Mitthof, Armin Udo Stylow, Javier Velaza Frías, Isabel Velázquez. De Gruyter, Berlin/Boston 2019, ISBN 978-3-11-067163-6.
- Tituli Aquincenses. Band 4: Pars septentrionalis agri Aquincensis. Unter Leitung von Géza Alföldy, Péter Kovács, Ádám Szabó und Bence Fehér herausgegeben von Géza Alföldy, Bence Fehér, Péter Kovács, Barnabás Lőrincz, Zsolt Mráv, Ádám Szabó und Endre Tóth unter Mitarbeit von András Bödöcs und Zoltán Farkas. Pytheas, Budapest 2020, ISBN 978-963-9746-75-6.
- mit Juan Manuel Abascal Palazón, Helena Gimeno Pascual und Armin U. Stylow: Corpus Inscriptionum Latinarum: Inscriptiones Hispaniae Latinae. Editio altera (= CIL II²). Pars XIII: Conventus Carthaginiensis. Fasc. 2: Pars media conventus Carthaginiensis (Ager Segobrigensis et oppida a Valeria Ilugonem). Unter Mitarbeit von Camilla Campedelli, Isabel Velázquez, Ute Schillinger-Häfele, Gerard González Germain, Robert C. Knapp, Javier del Hoyo. De Gruyter, Berlin/New York 2022, ISBN 978-3-11-073940-4.

Aufsatzsammlungen
- Die römische Gesellschaft. Ausgewählte Beiträge (= Heidelberger Althistorische Beiträge und Epigraphische Studien. Band 1). Steiner-Verlag-Wiesbaden, Stuttgart 1986, ISBN 3-515-04610-0.
- Römische Heeresgeschichte. Beiträge 1962–1985 (= Mavors. Roman Army Researches. Band 3). Gieben, Amsterdam 1987, ISBN 90-70265-48-6.
- Die Krise des Römischen Reiches. Geschichte, Geschichtsschreibung und Geschichtsbetrachtung. Ausgewählte Beiträge (= Heidelberger Althistorische Beiträge und Epigraphische Studien. Band 5). Steiner, Stuttgart 1989, ISBN 3-515-05189-9.
- Studi sull’epigrafia augustea e tiberiana di Roma (= Vetera. Band 8). Quasar, Rom 1992, ISBN 88-7140-057-7.
- Städte, Eliten und Gesellschaften in der Gallia Cisalpina. Epigraphisch-historische Untersuchungen (= Heidelberger Althistorische Beiträge und Epigraphische Studien. Band 30). Steiner, Stuttgart 1999, ISBN 3-515-07633-6.
- Estudios tarraconenses. Hrsg. von Diana Gorostidi Pi. Institut Català d’Arqueologia Clàssica, Tarragona 2017, ISBN 978-84-946298-5-3.
- Die epigraphische Kultur der Römer. Studien zu ihrer Bedeutung, Entwicklung und Erforschung (= Heidelberger Althistorische Beiträge und Epigraphische Studien. Band 50). Herausgegeben von Angelos Chaniotis und Christian Witschel. Franz Steiner, Stuttgart 2018, ISBN 978-3-515-12236-8 (Rezension von Werner Eck bei sehepunkte).

Herausgeberschaften
- mit Ferdinand Seibt und Albrecht Timm: Probleme der Geschichtswissenschaft (= Geschichte und Gesellschaft. Bochumer historische Studien. Band 5, ZDB-ID 533810-4). Pädagogischer Verlag Schwann, Düsseldorf 1973.
- mit Silvio Panciera: Inschriftliche Denkmäler als Medien der Selbstdarstellung in der römischen Welt (= Heidelberger althistorische Beiträge und epigraphische Studien. Band 36). Steiner, Stuttgart 2001, ISBN 3-515-07891-6.
- mit Juan Manuel Abascal: El arco romano de Medinaceli (Soria, Hispania, Citerior) (= Bibliotheca archaeologica hispana. Band 18). Real Academia de la Historia/Universidad de Alicante, Madrid 2002, ISBN 84-95983-07-9.